# Důl
Důl é uma comuna checa localizada na região de Vysočina, distrito de Pelhřimov.